# Иммунитет

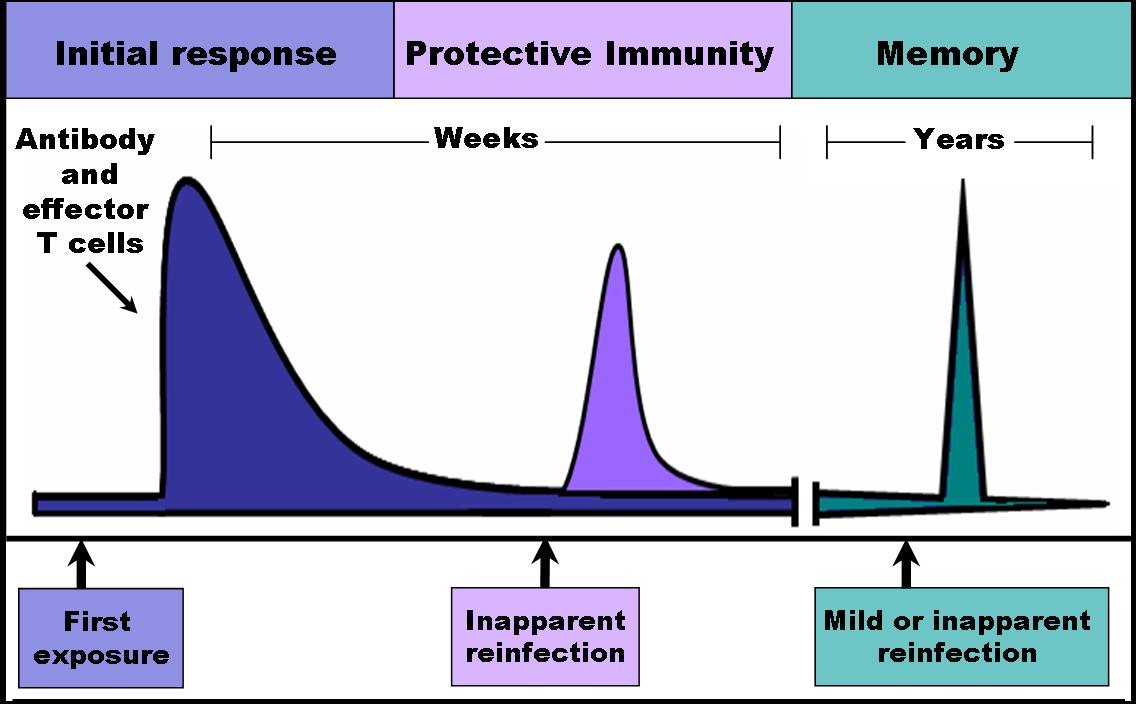
Фазы иммунного ответа

Иммуните́т (лат. immunitas — освобождение) человека и животных — способность организма поддерживать свою биологическую индивидуальность путём распознавания и удаления чужеродных веществ и клеток (в том числе болезнетворных бактерий и вирусов, а также собственных видоизменённых опухолевых клеток). Характеризуется изменением функциональной активности преимущественно иммуноцитов с целью поддержания антигенного гомеостаза внутренней среды.
Иммунитет в организме обеспечивает иммунная система.

## Назначение иммунитета
Простейшие защитные механизмы, имеющие своей целью распознавание и обезвреживание патогенов, существуют даже у прокариот: например, ряд бактерий обладает ферментными системами, которые препятствуют заражению бактерии вирусом. Одноклеточные эукариотные организмы применяют токсичные пептиды, чтобы предотвратить проникновение бактерий и вирусов в свои клетки.
По мере эволюции сложно организованных многоклеточных организмов у них формируется многоуровневая иммунная система, важнейшим звеном которой становятся специализированные клетки, противостоящие вторжению генетически чужеродных объектов.
У таких организмов иммунный ответ происходит при столкновении данного организма с самым различным чужеродным в антигенном отношении материалом, включая вирусы, бактерии и другие микроорганизмы, обладающие иммуногенными свойствами молекулы (прежде всего белки, а также полисахариды и даже некоторые простые вещества, если последние образуют комплексы с белками-носителями — гаптены), трансплантаты или мутационно изменённые собственные клетки организма. Как отмечает В. Г. Галактионов, «иммунитет есть способ защиты организма от всех антигенно чужеродных веществ как экзогенной, так и эндогенной природы; биологический смысл подобной защиты — обеспечение генетической целостности особей вида в течение их индивидуальной жизни». Биологическим смыслом такой защиты является обеспечение генетической целостности особей вида на протяжении их индивидуальной жизни, так что иммунитет выступает как фактор стабильности онтогенеза.
Характерные признаки иммунной системы:
- способность отличать «своё» от «чужого»;
- формирование памяти после первичного контакта с чужеродным антигенным материалом;
- клональная организация иммунокомпетентных клеток, при которой отдельный клеточный клон способен, как правило, реагировать лишь на одну из множества антигенных детерминант.

## Классификации
Иммунная система исторически описывается состоящей из двух частей — системы гуморального иммунитета и системы клеточного иммунитета. В случае гуморального иммунитета защитные функции выполняют молекулы, находящиеся в плазме крови, а не клеточные элементы. В то время как в случае клеточного иммунитета защитная функция связана именно с клетками иммунной системы.
Иммунитет также классифицируют на врождённый и адаптивный.
Врождённый (неспецифический, наследственный) иммунитет обусловлен способностью идентифицировать и обезвреживать разнообразные патогены по наиболее консервативным, общим для них признакам, дальности эволюционного родства, до первой встречи с ними. В 2011 году была вручена Нобелевская премия в области медицины и физиологии за изучение новых механизмов работы врождённого иммунитета (Ральф Стайнман, Жюль Хоффман и Брюс Бётлер).
Осуществляется большей частью клетками миелоидного ряда, не имеет строгой специфичности к антигенам, не имеет клонального ответа, не обладает памятью о первичном контакте с чужеродным агентом.
Адаптивный (устар. приобретённый, специфический) иммунитет имеет способность распознавать и реагировать на индивидуальные антигены, характеризуется клональным ответом, в реакцию вовлекаются лимфоидные клетки, имеется иммунологическая память, возможна аутоагрессия.
Классифицируют на активный и пассивный.
- Приобретённый активный иммунитет возникает после перенесённого заболевания или после введения вакцины.
- Приобретённый пассивный иммунитет развивается при введении в организм готовых антител в виде сыворотки или передаче их новорождённому с молозивом матери или внутриутробным способом.

Другая классификация разделяет иммунитет на естественный и искусственный.
- Естественный иммунитет включает врождённый иммунитет и приобретённый активный (после перенесённого заболевания), а также пассивный иммунитет при передаче антител ребёнку от матери.
- Искусственный иммунитет включает приобретённый активный после вакцинации (введение вакцины или анатоксина) и приобретённый пассивный (введение сыворотки).

## Органы иммунной системы
Выделяют центральные и периферические органы иммунной системы. К центральным органам относят красный костный мозг и тимус, а к периферическим — селезёнку, лимфатические узлы, а также мукозальную иммунную систему (МИС) представленной мукозо-ассоциированной лимфоидной тканью (МАЛТ): бронхо-ассоциированной (БАЛТ), кишечно-ассоциированной (КАЛТ) (М-клетки, пейеровы бляшки), назально-ассоциированной (НАЛТ) и др.
Красный костный мозг — центральный орган кроветворения и иммуногенеза. Содержит самоподдерживающуюся популяцию стволовых клеток. Красный костный мозг находится в ячейках губчатого вещества плоских костей и в эпифизах трубчатых костей. Здесь происходит дифференцировка В-лимфоцитов из предшественников. Содержит также Т-лимфоциты.
Тимус — центральный орган иммунной системы. В нём происходит дифференцировка Т-лимфоцитов из предшественников, поступающих из красного костного мозга.
Лимфатические узлы — периферические органы иммунной системы. Они располагаются по ходу лимфатических сосудов. В каждом узле выделяют корковое и мозговое вещество. В корковом веществе есть В-зависимые зоны и Т-зависимые зоны. В мозговом есть только Т-зависимые зоны.
Селезёнка — паренхиматозный зональный орган. Является самым крупным органом иммунной системы, кроме того, выполняет депонирующую функцию по отношению к крови. Селезёнка покрыта капсулой из плотной соединительной ткани, которая содержит гладкомышечные клетки, позволяющие ей при необходимости сокращаться. Паренхима представлена двумя функционально различными зонами: белой и красной пульпой. Белая пульпа составляет 20 %, представлена лимфоидной тканью. Здесь имеются В-зависимые и Т-зависимые зоны. И также здесь есть макрофаги. Красная пульпа составляет 80 %. Она выполняет следующие функции:
1. Депонирование зрелых форменных элементов крови.
2. Контроль состояния и разрушения старых и повреждённых эритроцитов и тромбоцитов.
3. Фагоцитоз инородных частиц.
4. Обеспечение дозревания лимфоидных клеток и превращение моноцитов в макрофаги.

## Иммунокомпетентные клетки
К иммунокомпетентным клеткам относят макрофаги и лимфоциты. Эти клетки совместно участвуют в инициации и развитии всех звеньев адаптивного иммунного ответа (система трёхклеточной кооперации).

## Клетки, участвующие в иммунном ответе

### T-лимфоциты
Субпопуляция лимфоцитов, отвечающая главным образом за клеточный иммунный ответ. Включает в себя субпопуляции Т-хелперов (дополнительно разделяются на Th1, Th2, а также выделяют Treg, Th9, Th17, Th22,), цитотоксических Т-лимфоцитов, NKT. Включает в себя эффектор, регуляторы и долгоживущие клетки-памяти. Функции разнообразны: как регуляторы и администраторы иммунного ответа (Т-хелперы), так и киллеры (цитотоксические Т-лимфоциты).

### B-лимфоциты
Субпопуляция лимфоцитов, синтезирующая антитела и отвечающая за гуморальный иммунный ответ.

### Натуральные киллеры
Натуральные киллеры (NK-клетки) — субпопуляция лимфоцитов, обладающая цитотоксичной активностью, то есть они способны контактировать с клетками-мишенями, секретировать токсичные для них белки, убивать их или отправлять в апоптоз. Натуральные киллеры распознают клетки, поражённые вирусами и опухолевые клетки.

### Нейтрофилы
Нейтрофилы — это неделящиеся и короткоживущие клетки. Они составляют 65-70 % от гранулоцитов. Нейтрофилы содержат огромное количество антибиотических белков, которые содержатся в различных гранулах. К этим белкам относятся лизоцим (мурамидаза), липопероксидаза и другие антибиотические белки. Нейтрофилы способны самостоятельно мигрировать к месту нахождения антигена, так как у них есть рецепторы хемотаксиса (двигательная реакция на химическое вещество). Нейтрофилы способны «прилипать» к эндотелию сосудов и далее мигрировать через стенку к месту нахождения антигенов. Далее проходит фагический цикл, и нейтрофилы постепенно заполняются продуктами обмена. Далее они погибают и превращаются в клетки гноя.

### Эозинофилы
Эозинофилы составляют 2—5 % от гранулоцитов. Способны фагоцитировать микробы и уничтожать их. Но это не является их главной функцией. Главным объектом эозинофилов являются гельминты. Эозинофилы узнают гельминтов и экзоцитируют в зону контакта вещества — перфорины. Эти белки встраиваются в билипидный слой клеток гельминта. В них образуются поры, внутрь клеток устремляется вода, и гельминт погибает от осмотического шока.

### Базофилы
Базофилы составляют 0,5-1 % от гранулоцитов. Существуют две формы базофилов: собственно базофилы, циркулирующие в крови, и тучные клетки, находящиеся в ткани. Тучные клетки располагаются в различных тканях, лёгких, слизистых и вдоль сосудов. Они способны вырабатывать вещества, стимулирующие анафилаксию (расширение сосудов, сокращение гладких мышц, сужение бронхов). При этом происходит взаимодействие с иммуноглобулином Е (IgE). Таким образом они участвуют в аллергических реакциях. В частности, в реакциях немедленного типа.

### Моноциты
Моноциты превращаются в макрофаги при переходе из кровеносной системы в ткани, существуют несколько видов макрофагов в зависимости от типа ткани, в которой они находятся, в том числе:
1. Некоторые антигенпрезентирующие клетки, в первую очередь дендритные клетки, роль которых — поглощение микробов и «представление» их Т-лимфоцитам.
2. Клетки Купфера — специализированные макрофаги печени, являющиеся частью ретикулоэндотелиальной системы.
3. Альвеолярные макрофаги — специализированные макрофаги лёгких.
4. Остеокласты — костные макрофаги, гигантские многоядерные клетки позвоночных животных, удаляющие костную ткань посредством растворения минеральной составляющей и разрушения коллагена.
5. Микроглия — специализированный класс глиальных клеток центральной нервной системы, которые являются фагоцитами, уничтожающими инфекционные агенты и разрушающими нервные клетки.
6. Кишечные макрофаги и т. д.

Функции их разнообразны и включают в себя фагоцитоз, взаимодействие с адаптивной иммунной системой и инициацию и поддержание иммунного ответа, поддержание и регулирование процесса воспаления, взаимодействие с нейтрофилами и привлечение их в очаг воспаления, выделение цитокинов, регуляция репарации, регуляция процессов свертывания крови и проницаемости капилляров в очаге воспаления, синтез компонентов системы комплемента.
Макрофаги, нейтрофилы, эозинофилы, базофилы и натуральные киллеры обеспечивают прохождение врождённого иммунного ответа, который является неспецифичным (в патологии неспецифичный ответ на альтерацию называют воспалением, воспаление является неспецифической фазой последующих специфических иммунных).

## Иммунно привилегированные области
В некоторых частях организма млекопитающих и человека появление чужеродных антигенов не вызывает иммунного ответа. К таким областям относятся мозг и глаза, семенники, эмбрион и плацента. Нарушение иммунных привилегий может становиться причиной аутоиммунных заболеваний.

## Иммунные заболевания
Это заболевания, при которых иммунная система ослаблена или не функционирует должным образом, что делает организм более уязвимым к инфекциям. Примерами таких состояний могут служить ВИЧ-инфекция, врожденные иммунодефициты, а также полученные иммунодефициты, возникающие вследствие других заболеваний, таких как лейкемия или рак.

### Аутоиммунные заболевания
При нарушении иммунной толерантности или повреждении тканевых барьеров возможно развитие иммунных реакций на собственные клетки организма. Например, патологическая выработка антител к ацетилхолиновым рецепторам собственных мышечных клеток вызывает развитие миастении.